# Ophiorrhiza junghuhniana
Ophiorrhiza junghuhniana är en måreväxtart som beskrevs av Friedrich Anton Wilhelm Miquel. Ophiorrhiza junghuhniana ingår i släktet Ophiorrhiza och familjen måreväxter. Inga underarter finns listade i Catalogue of Life.